# Aspidelaps lubricus
Aspidelaps lubricus är en ormart som beskrevs av Laurenti 1768. Aspidelaps lubricus ingår i släktet Aspidelaps och familjen giftsnokar.
Exemplaren blir 40 till 70 cm långa. De har en krämfärgad grundfärg och svarta samt orange tvärstrimmor. På undersidan finns strimmor endast vid halsen. Individer som känner sig hotade får en bredare hals liksom kobror.
Arten förekommer i södra Afrika från Angola över Namibia till Sydafrika. Honor lägger 3 till 11 ägg under sommaren. Födan utgörs av ödlor och möss. Det giftiga bettet kan vara farligt för känsliga personer. Habitatet utgörs av torra savanner, buskskogar och gräsmarker.
Några exemplar fångas och hölls som terrariedjur. Hela populationen anses vara stabil. IUCN listar arten som livskraftig (LC).

## Underarter
Arten delas in i följande underarter:
- A. l. cowlesi
- A. l. lubricus

## Bildgalleri

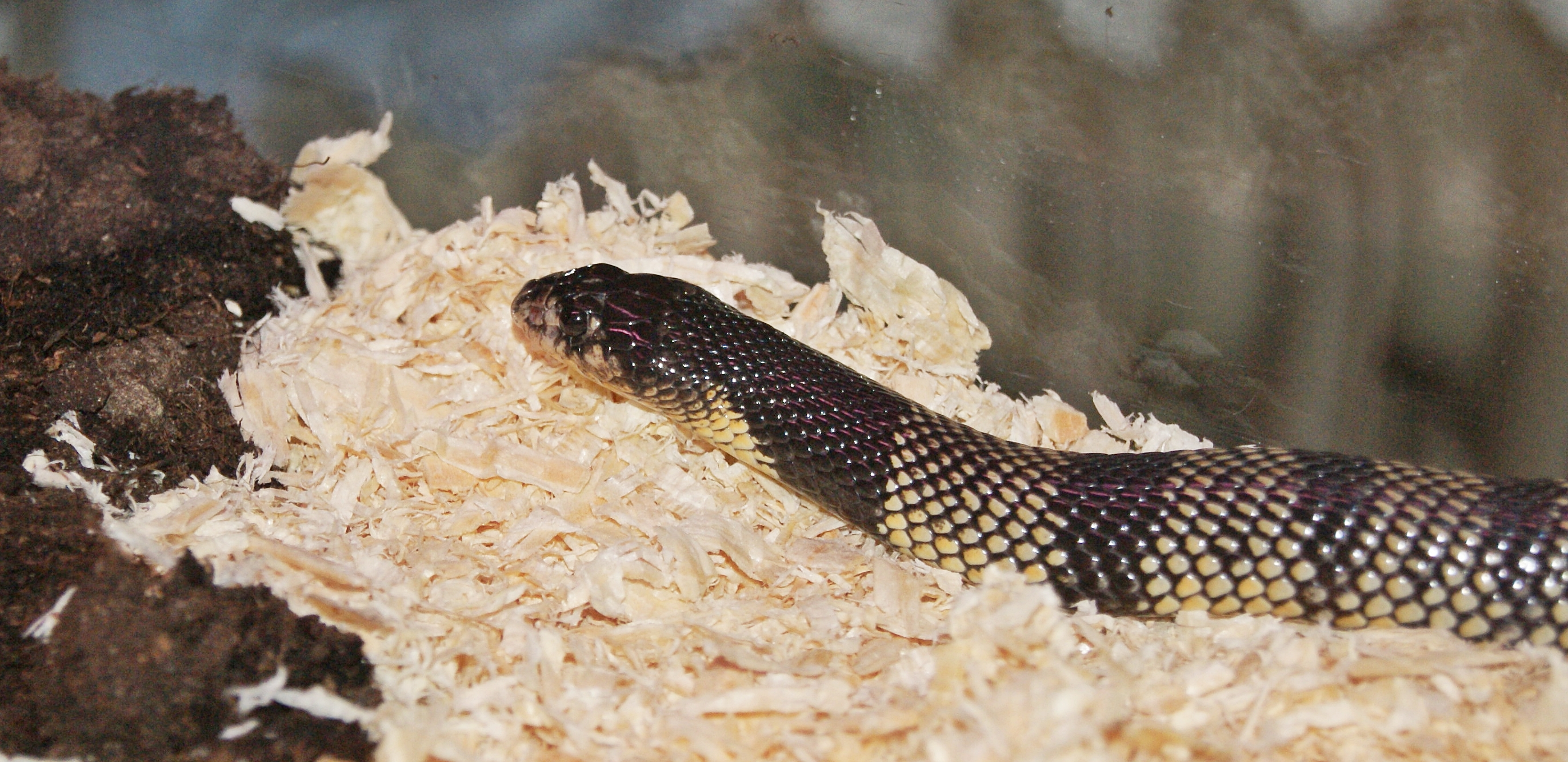
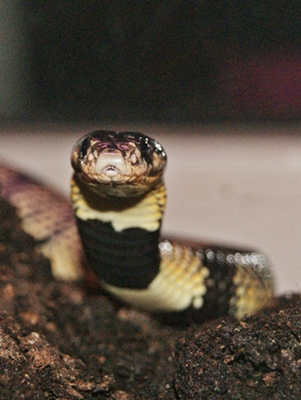
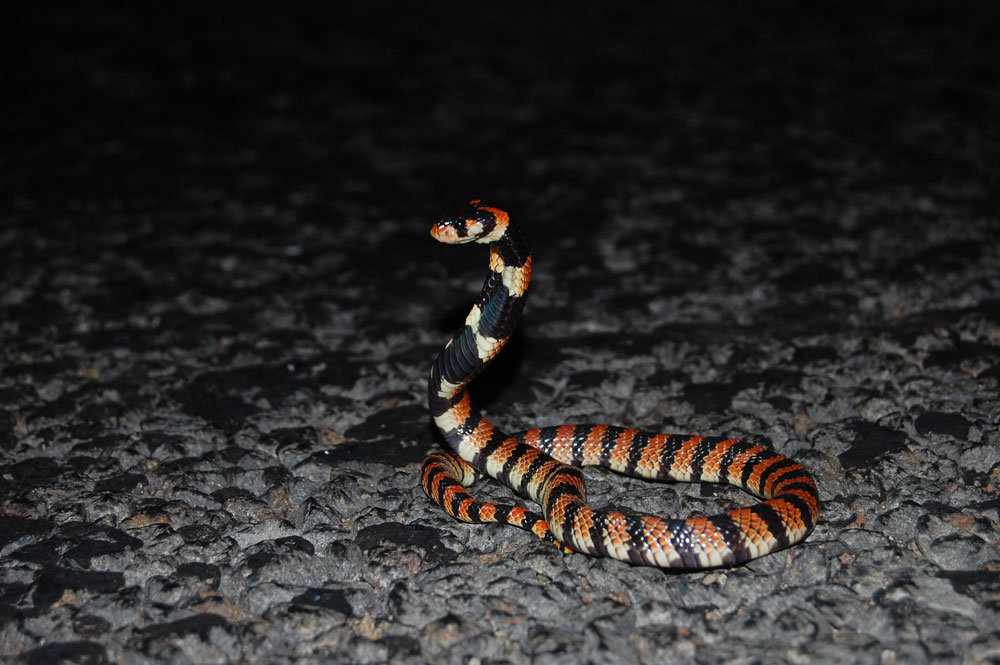
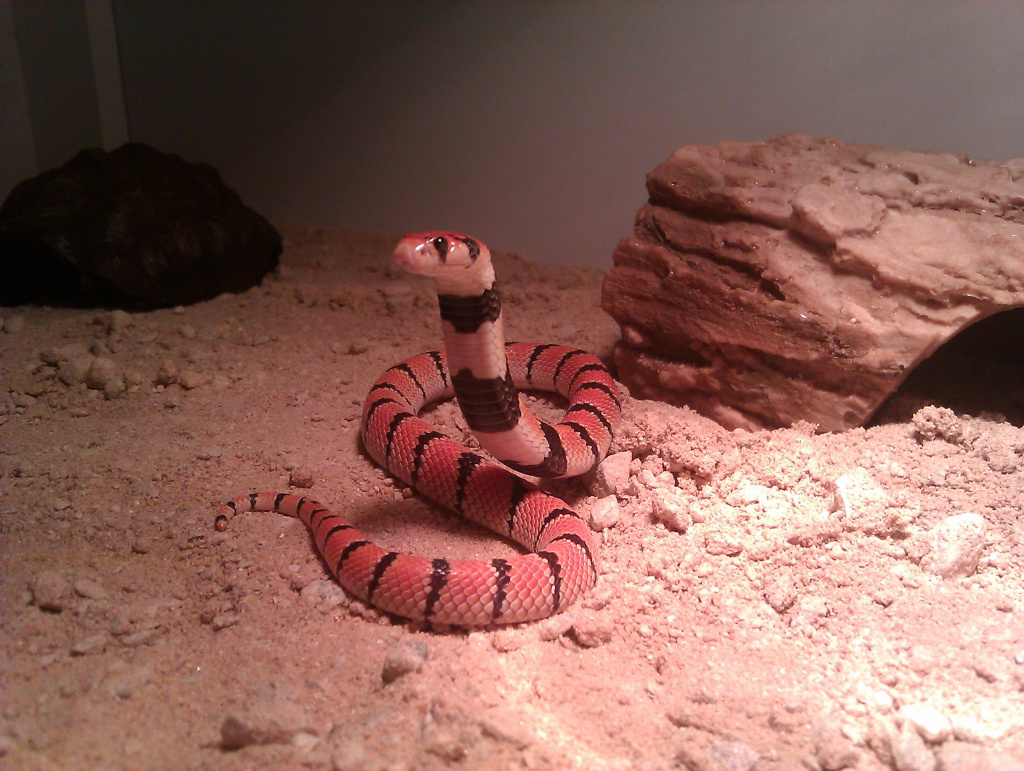
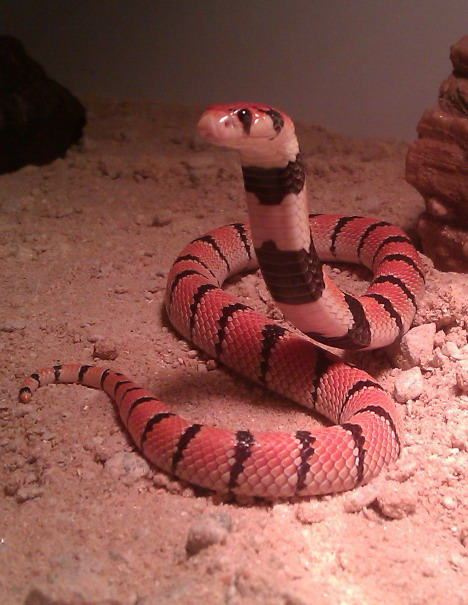
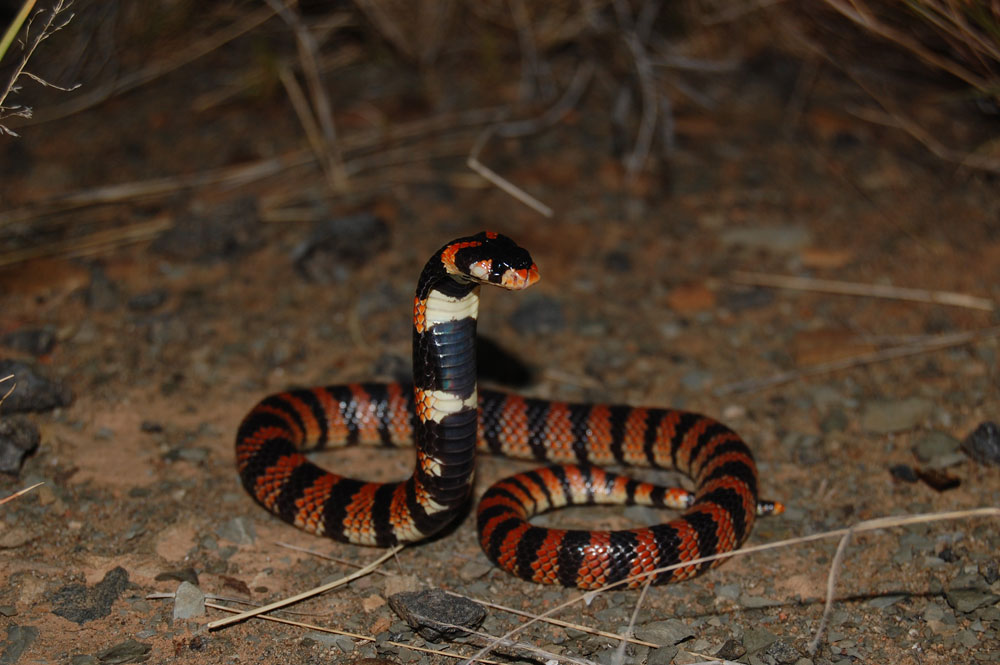